# Robert Eschrich

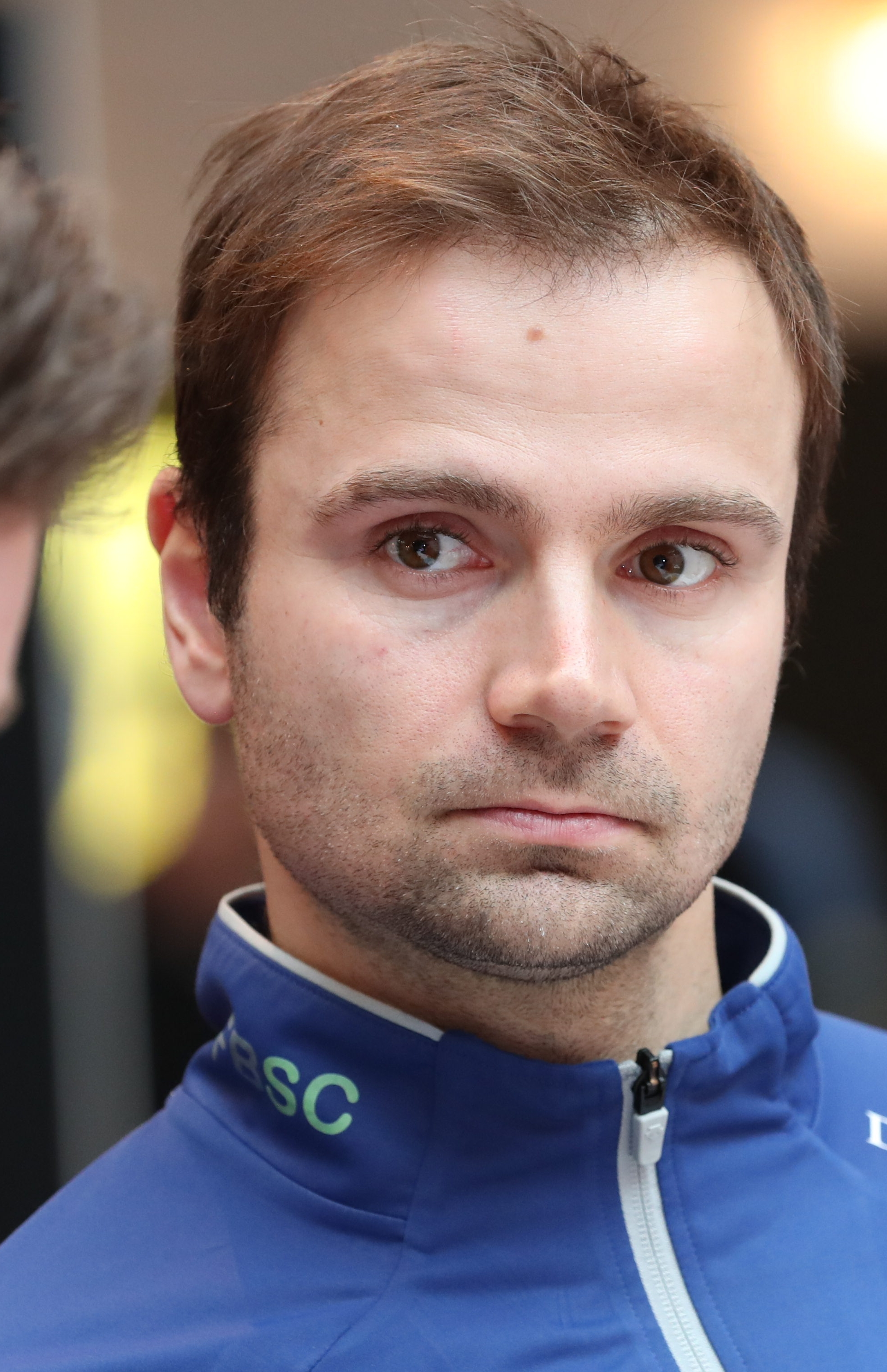
Robert Eschrich (2018)

Robert Eschrich (* 14. Februar 1985 in Suhl) ist ein deutscher  Rennrodler und Bobsportler.
Eschrich, der in Schmiedefeld am Rennsteig aufwuchs, besuchte bis 2004 das Oberhofer Sportgymnasium. In seiner Jugend rodelte er bis ins Jahr 2000 mit Andi Langenhan im Doppel. Robert Eschrich startet für den BSR Rennsteig Oberhof. Im ersten Rennen des Rennrodel-Weltcups im Jahr 2008 gab er sein Weltcupdebüt und belegte schon in seinem ersten Rennen den zehnten Platz. Er ist Polizeimeister bei der Thüringer Landespolizei und Mitglied der Sportfördergruppe.
Neben Rennrodeln betreibt Eschrich auch Bobsport. Als Pilot nahm er an Deutschen Meisterschaften teil und wurde 2011 in Winterberg 13. im Zweierbob.

## Erfolge
- 2001/02
  - 2. Platz Gesamtjuniorenweltcup ES
  - 3. Platz Deutsche Juniorenmeisterschaft ES
- 2002/03
  - 1. Platz Deutsche Juniorenmeisterschaft ES
- 2005/2006
  - 3. Platz Deutsche Meisterschaft Oberhof